# 伊普斯威奇学校

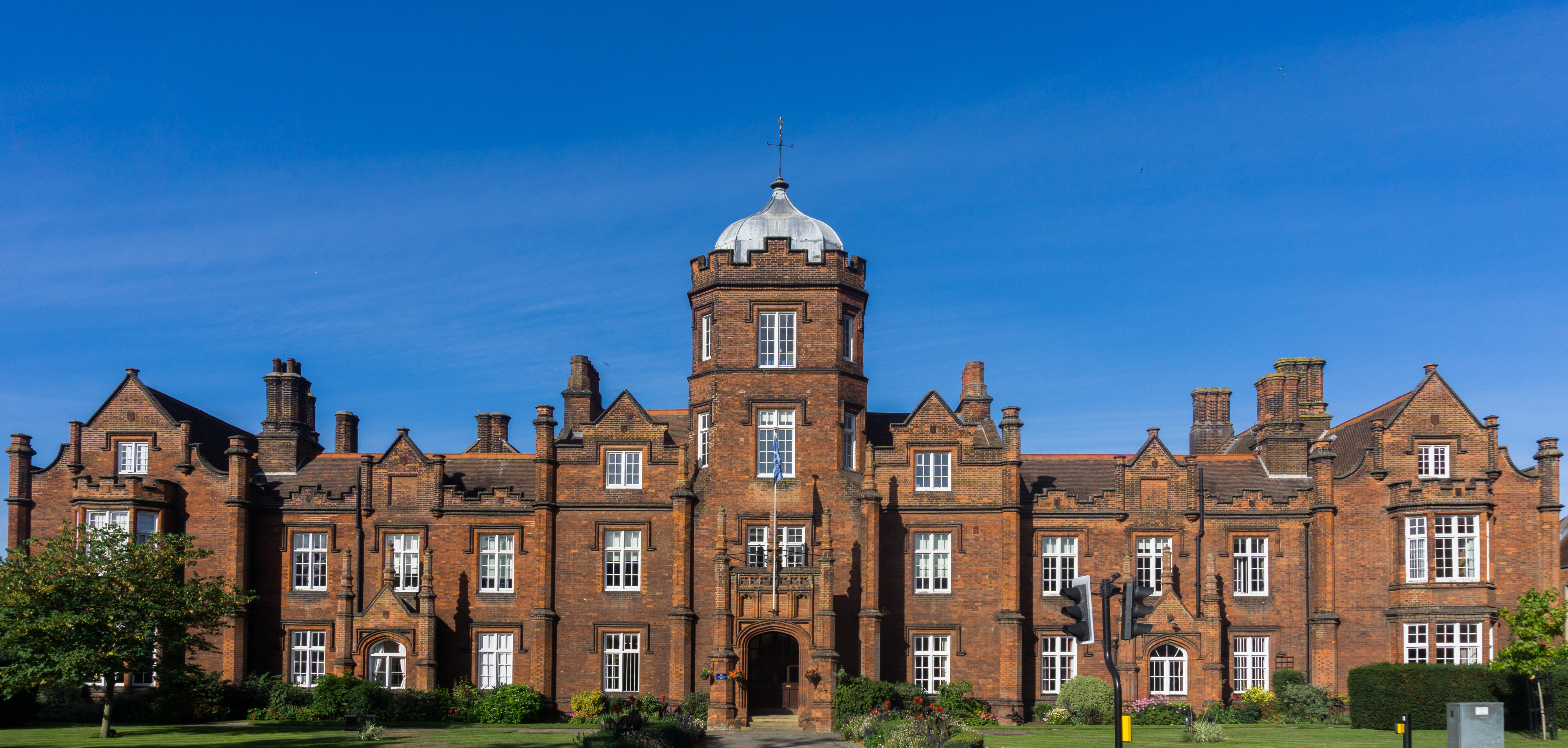
伊普斯威奇学校

伊普斯威奇学校（Ipswich School）是一所位于英国萨福克郡伊普斯威奇的独立学校，为3至18岁的儿童和青少年提供教育。
伊普斯威奇学校位于伊普斯威奇镇中心偏北，学校分为两个部分：预备学校和高年级学校（英語：Senior School）。伊普斯威奇预备学校创立于1883年，为3至11岁的儿童提供学前教育和小学教育。伊普斯威奇高年级学校位于学校的主校区。学校的主建筑群是维多利亚式建筑风格的典型代表，建筑使用了都铎式砖瓦。高年级学校的学生被分为三个部分：底年级班（英語：Lower School，七、八年级学生）、中年级班（英語：Middle School，九至十一年级学生）和预科班（英語：Sixth Form，十二、十三年级学生）。
伊普斯威奇学校主要依靠学生缴纳的学费维持运营，学校也设立有一些奖学金和助学金。学校通过自己的入学測試来收取学生。

## 历史
有关学校的最早文字记载或许可以追溯到1399年的一笔源于学校欠费的争讼。学校被建立的原因极有可能是13世纪时当地的政治精英指任商会的一名书记来负责他们子女的教育。